# Janusz Quandt
Janusz Ryszard Quandt (ur. 15 września 1932 w Warszawie, zm. 3 lutego 2021) – polski ekonomista i bankowiec, wieloletni pracownik Narodowego Banku Polskiego, osoba odpowiedzialna za organizację i pierwszy prezes Banku Przemysłowo-Handlowego w Krakowie.

## Życiorys
Absolwent Liceum Ogólnokształcącego im. Stefana Batorego w Warszawie i Szkoły Głównej Planowania i Statystyki w Warszawie.
W latach 1969–1990 członek Polskiej Zjednoczonej Partii Robotniczej, między 1975–1979 członek egzekutywy partyjnej w Narodowym Banku Polskim.
W latach 1951–1969 pracował w Banku Inwestycyjnym, w Wydziale Zjednoczeń Budownictwa w Oddziale Stołecznym. Po włączeniu banku w struktury Narodowego Banku Polskiego rozpoczął pracę w strukturach centrali, w jednostkach organizacyjnych odpowiedzialnych za finansowanie budownictwa.
W 1988 został wyznaczony na organizatora Banku Przemysłowo-Handlowego w Krakowie. Po utworzeniu banku został jego pierwszym prezesem. W 1995 odwołany z tej funkcji przez radę nadzorczą. W latach 90. kierowany przez niego bank udzielał kredytów i darowizn oraz zawierał umowy dotyczące najmu i sprzedaży nieruchomości podmiotom powiązanym z Porozumieniem Centrum, m.in. spółce Telegraf i Fundacji Prasowej „Solidarność”.
Na przełomie lat 80. i 90. XX wieku zasiadał w radzie nadzorczej spółki Agencja Gospodarcza, powiązanej z politykami PZPR i SLD, m.in. Leszkiem Millerem i Ireneuszem Sekułą, łączonej z procesem uwłaszczenia nomenklatury.
Współzałożyciel Związku Banków Polskich i Krajowej Izby Rozliczeniowej, członek Business Center Club.
Pochowany na cmentarzu ewangelicko-augsburskim w Warszawie.

## Odznaczenia
- 1997: Krzyż Oficerski Orderu Odrodzenia Polski[8]
- 2019: Medal za Długoletnie Pożycie Małżeńskie[9]